# Nikolaj Stepanovič Dolgov
Nikolaj Stepanovič Dolgov, in russo Николай Степанович Долгов ? (Kuzneck, 1844 – dopo il 1906), è stato un rivoluzionario russo, appartenente alla Narodnaja Rasprava di Nečaev, alla Zemlja i Volja e alla Narodnaja Volja.

## Biografia
Dopo gli studi nel liceo di Samara, entrò prima nell'Università di Kazan' e poi in quella di San Pietroburgo, da cui fu espulso per aver partecipato a proteste studentesche. Trasferitosi a Mosca, si iscrisse all'Accademia dell'agricoltura e nell'agosto del 1869 conobbe Nečaev, aderendo al suo gruppo rivoluzionario e procurandogli adepti, quali i suoi compagni di corso Aleksej Kuznecov, Fëdor Ripman e Ivan Ivanov.
Dopo l'assassinio di Ivan Ivanov ad opera di Nečaev e di altri seguaci della Narodnaja Rasprava, a cui egli non partecipò, il 5 dicembre fu arrestato. Consegnato il 21 gennaio 1870 alla polizia politica, fu rinchiuso nella fortezza Pietro e Paolo. Il 1º luglio 1871 fu processato per attività sovversiva e condannato il 6 agosto a un anno di reclusione e a 5 anni di esilio sorvegliato. Fu così deportato a Mezen' e poi, nel maggio 1873, a Samara.
Riacquistò la libertà nel 1876, ma nel 1879 fu nuovamente arrestato a Skolkovo, un villaggio presso Samara, per appartenenza al gruppo populista di Jurij Bogdanovič. Liberato nel 1881, nel 1883 fu ancora arrestato a Samara, dove frequentò per qualche tempo la casa della famiglia Ul'janov. Nuovamente imprigionato nel 1906, di lui si perdono le tracce.